# Special ID
Pour plus de détails, voir Fiche technique et Distribution.
Special ID (特殊身份 Dak siu san fan) est un film chinois réalisé par Clarence Fok Yiu-leung, sorti en 2013.

## Fiche technique
- Titre : Special ID
- Titre original : 特殊身份 (Dak siu san fan)
- Réalisation : Clarence Fok Yiu-leung
- Scénario : Kam-Yuen Szeto
- Production : Donnie Yen, Peter Pau, Yong Er, Zhang Wang et Han Xiao-Li
- Musique : Peng Dou
- Photographie : Peter Pau
- Montage : Cheung Ka-fai
- Pays d'origine : Chine
- Société de production : Beijing Starlit Movie and TV Culture
- Genre : action, policier
- Durée : 99 minutes
- Dates de sortie :

 Chine : 18 octobre 2013
 France : 1er avril 2015 en DVD et Blu-Ray

## Distribution
- Donnie Yen (VFB : Nicolas Matthys) : Chan Chi-Lung / Dragon
- Jing Tian (VFB : Séverine Cayron) : Fang Jing
- Andy On (VFB : Mathieu Moreau) : Lo Chi-Wai / Sunny
- Hanyu Zhang : Daofeng / Blade
- Ronald Cheng : Capitaine Cheung King-Kun
- Hee Ching Paw (VFB : Anne Grandhenry) : Amy (mère de Chan)
- Collin Chou : Cheung Mo-Hung
- Terence Yin : Terry
- Zhigang Yang (VFB : Olivier Cuvellier) : Capitaine Lei Peng
- Ken Lo : Frère Bo
- Tony Ho : Rascal
- Chris Tsui : Gangster de frère Bo
- Wai-Nam So : Gangster de Mo-Hung

## Récompenses
- Nomination au prix de la meilleure chorégraphie d'action (Donnie Yen), lors des Hong Kong Film Awards 2014.